# Абдул-Азіз ібн Мухаммад
Абдул-Азіз ібн Мухаммад (араб. عبد العزيز بن محمد آل سعود; нар. 1721 — 1 листопада 1803) — 2-й дірійський емір в 1765—1803 роках. Відомий також як Абдулазіз I. Мав прізвисько Махді заманігі («Рятівник сьогодення»).

## Життєпис
Походив з династії Саудидів. Син еміра Мухаммада ібн Сауда. Народився 1721 року. Здобув освіту в вахабітському дусі За життя батька неодноразово брав участь у набігах на навколишні племена. З 1750 року очолював військо емірату. У 1755 році він узяв Хураймалу, а в 1764 році — очолював емірське військо у битві з наджранцами, де зазнав поразки. Після смерті батька 1765 року отримав владу, випередивши брата Абдаллаха. Засвоїв глибокі знання ісламу та релігійність оголошений також імамом, тобто духовним лідером мусульман.
У перші роки панування захопив Вашм і Судайр, підкорив частину кочових племен субай і зафір, змусив присягнути собі більшу частину Касима. У кожне захоплене місто, у кожну оазу відразу прямували улеми, які починали проповідувати ваххабізм. У результаті Ед-Дір'я стала перетворюватися не лише на столицю емірату, а й на духовний центр. Військовий успіх і ортодоксальний підхід до ісламу здобув велику підтримку в Неджді. Авторитет також підвищився завдяки практиці Абдулазіза проводити відкриті збори, де шейхи племен могли зустрічатися з ним.
Мухаммад ібн Абдул-Ваххаб, релігійний лідер ваххабітів (та тесть Абдул-Азіза) був його головним радником і займався всіма внутрішніми справами держави, зокрема опікувався скарбницею.
Було продовжено боротьбу з еміром Ер-Ріядом. В одній із сутичок було вбито двох синів ріядського еміра Даххама ібн Давваса, після чого старий емір фактично припинив опір. У 1773 році останній втік з Ер-Ріяда, а за ним пішла більша частина жителів міста. Залишене місто зайняв Абдул-Азіз ібн Мухаммад. Після цього став більше приділяти уваги внутрішнім справам, підпорядкував управління скарбницею безпосередньо собі.
Головним супротивником став Зайд ібн Заміль, емір Ділама та Ель-Харджа. Після невдалої спроби укласти союз із Наджраном, Зайд приєднався до Абдул-Азіза, але невдовзі йому зрадив. У 1783 році після смерті Зайда дірійський еміра став активно втручатися в боротьбу в Ель-Харджи. У 1783—1786 роках Неджд спіткала страшна посуха, що викликала голод. Блокований Ель-Хардж опинився у складній ситуації. 1785 року місто Ділам було взято штурмом, емір і його прихильники були вбиті, а жителі склали присягу Абд аль-Азізу. Водночас були підпорядковані Ель-Афладж і Ед-Давасир.
Загальне зміцнення влади еміра призвело до того, що у 1788 році Абд аль-Азіз зважився на важливий крок: оголосив свого сина Сауда спадкоємцем, а Мухаммад ібн Абдул-Ваххаб переконав міста і оази присягнути Сауду на вірність. Справа в тому, що спадкування від батька до сина не було загальноприйнятим в Аравії. Влада передавалася не лише за старшинством у роді, а й за особистими заслугами кандидата. Вирішальне слово під час виборів нового еміра належало шейхам. 1789 року владу Абдул-Азіза було визнано усіма шейхами Неджду.
Водночас намагався дотримувати мирних відносин з шаріфатом Мекки. Але у 1790 році шариф Галіб ібн Масад відправив проти емірату свого брата на чолі 10-тисячного війська з 20 гарматами. Абдул-Азіз у районі Джебель-Шаммара завдав супротивникові поразки. З цього часу почалася майже безперервна ворожнеча Неджда та Хіджаза. Загони ваххабітів стали здійснювати набіги на Хіджаз.

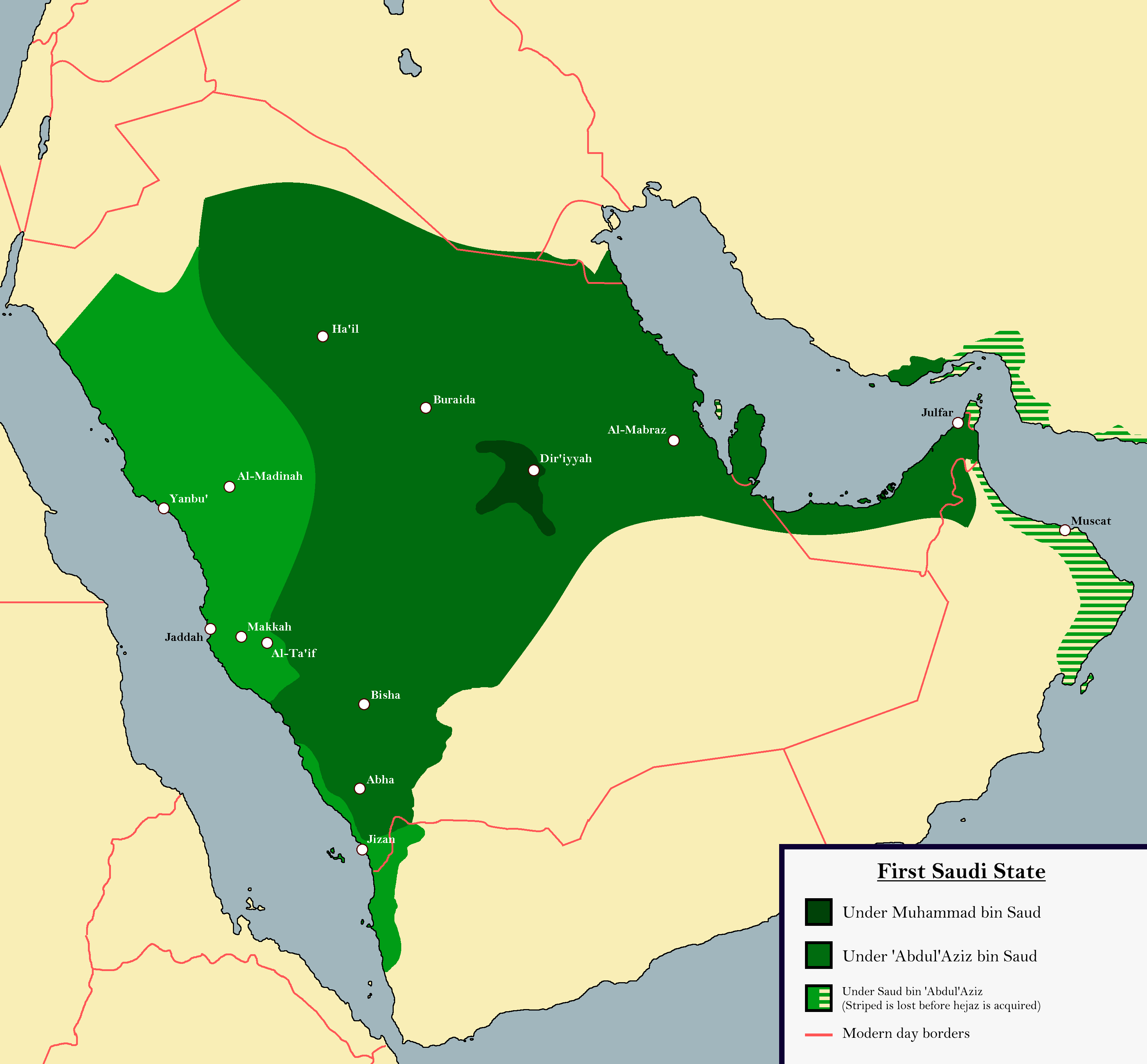
Володіння емірату часів Абдул Азіза (позначено зеленим кольором)

З того часу Абд аль-Азіз фактично відійшов від військових справ. У всіх походах армію очолював молодий та енергійний Сауд. 1794 року було захоплено Катіф.
1795 року завершено війну з Халідським еміратом, що тривала з 1792 року. Перемогу здобули Саудиди, які вислали емірів Ель-Халіда та приєднали регіон Хаса до своїх володінь. Це призвело 1796 року до конфлікту з багдадським пашою Буюк Сулейманом, оскільки Хаса номінально вважалася частиною Османської імперії. На бік останнього перейшов кувейтський емір Абдаллах I ас-Сабах. Спроба дірійського війська захопити місто Кувейт у 1797 році зазнала невдачі.
1798 року змусив Султана бін Ахмеда, султана Маскату, визнати зверхність дірійського емірату, сплачувати данину та розмістити в фортеці Маскату дірійську залогу. Того ж року завдано нової поразки шаріфу Галібу ібн Масаду, що з турецьких і єгипетськими найманцями, вдерся до володінь еміра. За підсумками було  укладено перемир'я, за яким шаріф  дозволив підданим Абдул-Азіза здійснювати хадж до Мекки. 1799 року було укладено мирний договір з багдадським пашою Буюк Сулейманом, який закріпив завоювання Саудитів.
У 1800 році війська Дірійського емірату напали на північні володіння султанату Маскату, захопили оазу Ель-Бураймі і взяли в облогу місто Сухар. Після цього було перенесено дії на інший бік Аравійського півострова. 1801 року шейхі Асіру номінально визнали зверхність емірату, але вони скоріше мали статус союзників.
1802 року було захоплено міста Таїф і Ель-Хурма, завдяки чому встановив контроль над входом до Хіджазу. Разом з тим було пограбовано Ез-Зубайр в Іраку. Водночас завдано поразки султану Маскату, внаслідок чого було захоплено півострів Катар і острів Бахрейн. Того ж року було здійснено напад на місто Кербелу в Іраку, яку було пограбовано (здобич вивезено на 4 тис. верблюдів), купол мавзолею імамам Хусейна — зруйновано, що спричинило ненависть з боку шиїтів. Але Неджеф захистили війська багдадського паши. Протистояння з мамлюками Іраку призвело до ослаблення влади на Бахрейні, чим скористався шейх Салман аль-Халіфа, що відвоював ці острови.
1803 року за підтримки Османа аль-Мудайфі, родича  шаріфа Галіба, війська емірату зайняли Хіджаз, а потім Мекку. Восени того ж року у мечеті Турайф під час здійснення асра (передвечірньої молитви) Абд аль-Азіза було вбито османським агентом, а його брата Абдаллаха поранено. Трон перейшов до Сауда.